# Fontaines-sur-Saône
Fontaines-sur-Saône este o comună în departamentul Rhône din sud-estul Franței. În 2009 avea o populație de 6.303 de locuitori.

## Evoluția populației
| An        | 1975  | 1982  | 1990  | 1999  | 2006  | 2009  |
| --------- | ----- | ----- | ----- | ----- | ----- | ----- |
| Populație | 6.276 | 7.062 | 6.760 | 6.721 | 6.337 | 6.303 |